# Estônia nos Jogos Olímpicos de Verão de 2024
Estônia participou dos Jogos Olímpicos de Verão de 2024, realizados em Paris, na França. Foi a 14.ª aparição do país nos Jogos Olímpicos de Verão desde a estreia em Antuérpia 1920.
Foi representado por 24 atletas que competiram em treze esportes, mas nenhum conquistou medalhas.

## Competidores
Esta foi a participação por modalidade nesta edição:
| Esporte        | Masculino | Feminino | Total |
| -------------- | --------- | -------- | ----- |
| Atletismo      | 4         | 1        | 5     |
| Badminton      | 0         | 1        | 1     |
| Ciclismo       | 1         | 1        | 2     |
| Esgrima        | 0         | 1        | 1     |
| Halterofilismo | 1         | 0        | 1     |
| Hipismo        | 0         | 1        | 1     |
| Judô           | 1         | 0        | 1     |
| Lutas          | 1         | 0        | 1     |
| Natação        | 1         | 1        | 2     |
| Remo           | 4         | 0        | 4     |
| Tiro           | 2         | 0        | 2     |
| Tiro com arco  | 0         | 1        | 1     |
| Vela           | 1         | 1        | 2     |
| Total          | 16        | 8        | 24    |

## Desempenho

### Atletismo
- Q = Qualificado para a próxima fase
- q = Qualificado para a próxima fase como o perdedor mais rápido ou, em eventos de campo, pela posição sem atingir o alvo para qualificação
- N/A = Fase não aplicável para o evento
- Bye = Atleta não precisou disputar aquela fase

Masculino
Eventos de pista
| Atleta      | Evento              | Baterias | Baterias | Repescagem | Repescagem | Semifinal | Semifinal | Final | Final | Ref.  |
| Atleta      | Evento              | Tempo    | Pos.     | Tempo      | Pos.       | Tempo     | Pos.      | Tempo | Pos.  | Ref.  |
| ----------- | ------------------- | -------- | -------- | ---------- | ---------- | --------- | --------- | ----- | ----- | ----- |
| Rasmus Mägi | 400 m com barreiras | 48.62    | 1 Q      | Bye        | Bye        | 48.16     | 2 Q       | 52.53 | 7     | [ 5 ] |

Eventos combinados – Decatlo
| Atleta        | Evento  | 100 m | SD   | AP    | SA   | 400 m | 110B  | LDi   | SV   | LDa   | 1500 m  | Total | Pos. | Ref.  |
| ------------- | ------- | ----- | ---- | ----- | ---- | ----- | ----- | ----- | ---- | ----- | ------- | ----- | ---- | ----- |
| Johannes Erm  | Result. | 10.64 | 7.66 | 14.61 | 2.08 | 47.19 | 14.35 | 46.29 | 4.60 | 59.58 | 4:19.71 | 8569  | 6    | [ 6 ] |
| Johannes Erm  | Pontos  | 942   | 975  | 766   | 878  | 949   | 930   | 793   | 790  | 732   | 814     | 8569  | 6    | [ 6 ] |
| Janek Õiglane | Result. | 10.89 | 7.25 | 14.58 | 1.99 | 48.02 | 14.45 | 43.39 | 5.30 | 71.89 | 4:25.59 | 8572  | 5    | [ 7 ] |
| Janek Õiglane | Pontos  | 885   | 874  | 764   | 794  | 908   | 917   | 734   | 1004 | 918   | 774     | 8572  | 5    | [ 7 ] |
| Karel Tilga   | Result. | 11.01 | 7.16 | 15.88 | 1.99 | 48.67 | 14.66 | 50.13 | 4.70 | 64.16 | 4:26.41 | 8377  | 11   | [ 8 ] |
| Karel Tilga   | Pontos  | 858   | 852  | 844   | 794  | 877   | 891   | 873   | 819  | 801   | 768     | 8377  | 11   | [ 8 ] |

Feminino
Eventos de campo
| Atleta           | Evento          | Qualificação | Qualificação | Final       | Final       | Ref.  |
| Atleta           | Evento          | Marca        | Pos.         | Marca       | Pos.        | Ref.  |
| ---------------- | --------------- | ------------ | ------------ | ----------- | ----------- | ----- |
| Elisabeth Pihela | Salto em altura | 1.83         | 26           | Não avançou | Não avançou | [ 9 ] |

### Badminton
Feminino
| Atleta        | Evento  | Fase de grupos           | Fase de grupos       | Fase de grupos | Oitavas              | Quartas              | Semifinal            | Final / DB           | Final / DB  | Ref.   |
| Atleta        | Evento  | Adversário Resultado     | Adversário Resultado | Pos.           | Adversário Resultado | Adversário Resultado | Adversário Resultado | Adversário Resultado | Pos.        | Ref.   |
| ------------- | ------- | ------------------------ | -------------------- | -------------- | -------------------- | -------------------- | -------------------- | -------------------- | ----------- | ------ |
| Kristin Kuuba | Simples | MDV F Abdul Razzaq V 2–0 | IND P Sindhu D 0–2   | 2              | Não avançou          | Não avançou          | Não avançou          | Não avançou          | Não avançou | [ 10 ] |

### Ciclismo

#### Estrada
Masculino
| Atleta        | Evento             | Tempo   | Pos. | Ref.   |
| ------------- | ------------------ | ------- | ---- | ------ |
| Madis Mihkels | Corrida em estrada | 6:23:16 | 30   | [ 11 ] |

#### Mountain bike
Feminino
| Atleta      | Evento        | Tempo   | Pos. | Ref.   |
| ----------- | ------------- | ------- | ---- | ------ |
| Janika Lõiv | Cross-country | 1:35:05 | 19   | [ 12 ] |

### Esgrima
Feminino
| Atleta        | Evento | Fase de 64           | Fase de 32           | Oitavas de final     | Quartas de final       | Semifinal            | Final                | Final | Ref.   |
| Atleta        | Evento | Adversário Resultado | Adversário Resultado | Adversário Resultado | Adversário Resultado   | Adversário Resultado | Adversário Resultado | Pos.  | Ref.   |
| ------------- | ------ | -------------------- | -------------------- | -------------------- | ---------------------- | -------------------- | -------------------- | ----- | ------ |
| Nelli Differt | Espada | Bye                  | KOR Kang Y-m V 14–13 | POL A Klasik V 11–10 | ITA A Santuccio V 10–9 | HKG V Kong D 11–15   | HUN E Muhari D 14–15 | 4     | [ 13 ] |

### Halterofilismo
Masculino
| Atleta    | Evento         | Arranco | Arranco | Arremesso | Arremesso | Total | Pos. | Ref.   |
| Atleta    | Evento         | Result. | Pos.    | Result.   | Pos.      | Total | Pos. | Ref.   |
| --------- | -------------- | ------- | ------- | --------- | --------- | ----- | ---- | ------ |
| Mart Seim | Mais de 102 kg | 180     | 9       | 220       | 9         | 400   | 9    | [ 14 ] |

### Hipismo

#### Saltos
| Atleta      | Cavalo | Evento     | Qualificação | Qualificação | Qualificação | Final       | Final       | Final       | Ref.   |
| Atleta      | Cavalo | Evento     | Pen.         | Tempo        | Pos.         | Pen.        | Tempo       | Pos.        | Ref.   |
| ----------- | ------ | ---------- | ------------ | ------------ | ------------ | ----------- | ----------- | ----------- | ------ |
| My Relander | Expert | Individual | RET          | RET          | RET          | Não avançou | Não avançou | Não avançou | [ 15 ] |

### Judô
Masculino
| Atleta                   | Evento    | Primeira fase          | Oitavas              | Quartas              | Semifinais           | Repescagem           | Final / DB           | Final / DB | Ref.   |
| Atleta                   | Evento    | Adversário Resultado   | Adversário Resultado | Adversário Resultado | Adversário Resultado | Adversário Resultado | Adversário Resultado | Pos.       | Ref.   |
| ------------------------ | --------- | ---------------------- | -------------------- | -------------------- | -------------------- | -------------------- | -------------------- | ---------- | ------ |
| Klen Kristofer Kaljulaid | Até 90 kg | MRI R Feuillet V 10–00 | JPN S Murao D 00–10  | Não avançou          | Não avançou          | Não avançou          | Não avançou          | =9         | [ 16 ] |

### Lutas

#### Greco-romana
Masculino
| Atleta     | Evento     | Oitavas              | Quartas              | Semifinais           | Repescagem           | Final / DB           | Final / DB  | Ref.   |
| Atleta     | Evento     | Adversário Resultado | Adversário Resultado | Adversário Resultado | Adversário Resultado | Adversário Resultado | Pos.        | Ref.   |
| ---------- | ---------- | -------------------- | -------------------- | -------------------- | -------------------- | -------------------- | ----------- | ------ |
| Heiki Nabi | Até 130 kg | AZE S Shariati D 1–1 | Não avançou          | Não avançou          | Não avançou          | Não avançou          | Não avançou | [ 17 ] |

### Natação
Masculino
| Atleta      | Evento          | Eliminatórias | Eliminatórias | Semifinal | Semifinal | Final       | Final       | Ref.   |
| Atleta      | Evento          | Tempo         | Pos.          | Tempo     | Pos.      | Tempo       | Pos.        | Ref.   |
| ----------- | --------------- | ------------- | ------------- | --------- | --------- | ----------- | ----------- | ------ |
| Kregor Zirk | 200 m borboleta | 1:55.52       | 10 Q          | 1:54.22   | 5 Q       | 1:54.55     | 7           | [ 18 ] |
| Kregor Zirk | 400 m livre     | 3:49.59       | 22            | —         | —         | Não avançou | Não avançou | [ 18 ] |

Feminino
| Atleta         | Evento      | Eliminatórias | Eliminatórias | Semifinal   | Semifinal   | Final       | Final       | Ref.   |
| Atleta         | Evento      | Tempo         | Pos.          | Tempo       | Pos.        | Tempo       | Pos.        | Ref.   |
| -------------- | ----------- | ------------- | ------------- | ----------- | ----------- | ----------- | ----------- | ------ |
| Eneli Jefimova | 100 m peito | 1:06.24       | 8 Q           | 1:06.23     | 8 Q         | 1:06.50     | 7           | [ 19 ] |
| Eneli Jefimova | 200 m peito | 2:30.68       | 23            | Não avançou | Não avançou | Não avançou | Não avançou | [ 19 ] |

### Remo
Masculino
| Atleta                                                   | Evento          | Baterias | Baterias | Repescagem | Repescagem | Final   | Final | Ref.                 |
| Atleta                                                   | Evento          | Tempo    | Pos.     | Tempo      | Pos.       | Tempo   | Pos.  | Ref.                 |
| -------------------------------------------------------- | --------------- | -------- | -------- | ---------- | ---------- | ------- | ----- | -------------------- |
| Tõnu Endrekson Mikhail Kushteyn Johann Poolak Allar Raja | Skiff quádruplo | 5:52.04  | 4 R      | 5:55.74    | 4 FB       | 5:50.55 | 7     | [ 20 ] [ 21 ] [ 22 ] |

Legenda: FA = Final A (disputa de medalha); FB = Final B (sem disputa de medalha); R = Repescagem

### Tiro
Masculino
| Atleta          | Evento           | Qualificação | Qualificação | Final       | Final       | Ref.   |
| Atleta          | Evento           | Marca        | Pos.         | Marca       | Pos.        | Ref.   |
| --------------- | ---------------- | ------------ | ------------ | ----------- | ----------- | ------ |
| Peeter Olesk    | Tiro rápido 25 m | 583          | 11           | Não avançou | Não avançou | [ 23 ] |
| Peeter Jürisson | Skeet            | 113          | 28           | Não avançou | Não avançou | [ 24 ] |

### Tiro com arco
Feminino
| Atleta       | Evento     | Ranqueamento | Ranqueamento | Fase de 64           | Fase de 32           | Oitavas              | Quartas              | Semifinal            | Final / DB           | Final / DB  | Ref.   |
| Atleta       | Evento     | Total        | Pos.         | Adversário Resultado | Adversário Resultado | Adversário Resultado | Adversário Resultado | Adversário Resultado | Adversário Resultado | Pos.        | Ref.   |
| ------------ | ---------- | ------------ | ------------ | -------------------- | -------------------- | -------------------- | -------------------- | -------------------- | -------------------- | ----------- | ------ |
| Reena Pärnat | Individual | 646          | 42           | IND D Kumari D 5–6   | Não avançou          | Não avançou          | Não avançou          | Não avançou          | Não avançou          | Não avançou | [ 25 ] |

### Vela
Eventos com regata da medalha
| Atleta            | Evento | Regatas | Regatas | Regatas | Regatas | Regatas | Regatas | Regatas | Regatas | Regatas | Regatas | Regatas | Regatas | Regatas | Regatas | Regatas | Regatas | Pontos | Pos. | Ref.   |
| Atleta            | Evento | 1       | 2       | 3       | 4       | 5       | 6       | 7       | 8       | 9       | 10      | 11      | 12      | 13      | 14      | 15      | M*      | Pontos | Pos. | Ref.   |
| ----------------- | ------ | ------- | ------- | ------- | ------- | ------- | ------- | ------- | ------- | ------- | ------- | ------- | ------- | ------- | ------- | ------- | ------- | ------ | ---- | ------ |
| Karl-Martin Rammo | Laser  | 34      | 6       | 28      | 39      | 27      | 29      | 9       | 33      | —       | —       | —       | —       | —       | —       | —       | EL      | 166    | 31   | [ 26 ] |

M = Regata da medalha; EL = Eliminado(a) – não avançou para a regata da medalha
Eventos de eliminação
| Atleta        | Evento          | Série de abertura | Série de abertura | Série de abertura | Série de abertura | Série de abertura | Série de abertura | Série de abertura | Série de abertura | Série de abertura | Série de abertura | Série de abertura | Série de abertura | Série de abertura | Série de abertura | Série de abertura | Série de abertura | Série de abertura | Série de abertura | Série de abertura | Série de abertura | Série de abertura | Série de abertura | Quartas     | Semifinal   | Final       | Pos. | Ref.   |
| Atleta        | Evento          | 1                 | 2                 | 3                 | 4                 | 5                 | 6                 | 7                 | 8                 | 9                 | 10                | 11                | 12                | 13                | 14                | 15                | 16                | 17                | 18                | 19                | 20                | Pontos            | Pos.              | Quartas     | Semifinal   | Final       | Pos. | Ref.   |
| ------------- | --------------- | ----------------- | ----------------- | ----------------- | ----------------- | ----------------- | ----------------- | ----------------- | ----------------- | ----------------- | ----------------- | ----------------- | ----------------- | ----------------- | ----------------- | ----------------- | ----------------- | ----------------- | ----------------- | ----------------- | ----------------- | ----------------- | ----------------- | ----------- | ----------- | ----------- | ---- | ------ |
| Ingrid Puusta | IQFoil feminino | 25                | 9                 | 13                | 11                | 15                | 9                 | 10                | 13                | 17                | 18                | 22                | 18                | 14                | 15                | Cancelado         | Cancelado         | Cancelado         | Cancelado         | Cancelado         | Cancelado         | 126               | 17                | Não avançou | Não avançou | Não avançou | 17   | [ 27 ] |